# ميشيل جونستون
ميشيل جونستون (بالإنجليزية: Michelle Johnston)‏ هي راقصة ومصممة رقص وممثلة أمريكية، ولدت في 4 أكتوبر 1964 بكاليفورنيا في الولايات المتحدة.

## أعمال

### أفلام
- (2015) الأعسر

## وصلات خارجية
- ميشيل جونستون على موقع IMDb (الإنجليزية)
- ميشيل جونستون على موقع ميوزك برينز (الإنجليزية)
- ميشيل جونستون على موقع قاعدة بيانات الفيلم (الإنجليزية)